# Тромбоксан B2
Тромбоксан B2 (англ. thromboxane B2) — липид группы простагландинов семейства эйкозаноидов, неактивное производное тромбоксана A2. Из организма выводится исключительно через почки.
Тромбоксан B2 является неактивным продуктом метаболизма тромбоксана A2, который синтезируется тромбоцитами после их активации и участвует в процессе тромбообразования, активируя тромбоциты и участвуя в их агрегации. Однако тромбоксан А2 является нестабильным соединением: его время полужизни в организме около 30 с. Будучи стабильным метаболитом тромбоксана A2, тромбоксан B2 используется для измерения продукции своего предшественника как маркер активности тромбоцитов. В частности, для оценки эффективности антитромботического действия аспирина и др. антитромботических препаратов.